# Javier Guzmán
Javier Guzmán Colin (* 9. Januar 1945 in El Higo, Veracruz; † 14. August 2014 in Ciudad Juárez) – auch bekannt unter dem Spitznamen Kalimán, einem mexikanischen Comic-Helden – war ein mexikanischer Fußballspieler, der in der Regel als Innenverteidiger agierte und als einer der besten Vorstopper in der Geschichte des mexikanischen Fußballs gilt.

## Biografie

### Verein
Javier Guzmán gab sein Debüt als Profifußballer 1961 für den CD Tampico in einem Spiel der mexikanischen Primera División, als er gerade 16 Jahre war. Als sein Verein am Saisonende 1962/63 in die Segunda División abstieg, blieb er zunächst in Tampico und spielte in der Zweitliga-Saison 1963/64 unter anderem gegen Cruz Azul, dessen Trainer Jorge Marik von Guzmáns Talent so beeindruckt war, dass er ihn unmittelbar nach dem Aufstieg seiner Mannschaft am Ende derselben Saison verpflichtete. Im Laufe der nächsten Jahre entwickelte sich Cruz Azul zur erfolgreichsten Mannschaft des Landes und gewann mit „Kalimán“ Guzmán fünfmal die Meisterschaft, einmal die Copa México und dreimal den CONCACAF Champions Cup.
Auch nach seiner aktiven Karriere blieb er bei Cruz Azul unter Vertrag, wo er über weite Strecken als Trainer im Nachwuchsbereich arbeitete und eine Zeitlang die Reservemannschaft Cruz Azul Hidalgo trainierte.

### Nationalmannschaft
Guzmán gab sein Debüt im Trikot der mexikanischen Nationalmannschaft in einem Freundschaftsspiel gegen Bulgarien (1:1) am 15. Februar 1970. Die Leistung des Debütanten war so überzeugend, dass er vom Nationaltrainer Raúl Cárdenas ins WM-Aufgebot berufen wurde. Bereits zu Turnierbeginn hatte Guzmán sich zum Stammspieler entwickelt, der sämtliche WM-Spiele der Mexikaner in voller Länge bestritt. Im letzten Vorrundenspiel gegen Belgien (1:0) rettete er seiner Mannschaft den Sieg, als er einen strammen Schuss von Johan Devrindt für seinen bereits geschlagenen Torhüter Ignacio Calderón zur Ecke abwehrte.
Sein letztes von insgesamt 38 Länderspielen bestritt Kalimán am 22. Oktober 1977 im Rahmen der WM-Qualifikation 1978 gegen Kanada. Nachdem die Kanadier bereits in der 9. Minute in Führung gegangen waren, blieb es ausgerechnet dem Innenverteidiger Guzmán (der in seinen vorherigen 37 Länderspielen lediglich ein Tor erzielt hatte) vorbehalten, seine Mannschaft mit zwei Toren innerhalb von nur fünf Minuten (39. und 44.) auf die Siegerstraße zurückzuführen. Hugo Sánchez setzte in der 65. Minute den Schlusspunkt zum 3:1-Sieg für „el Tri“.

### Krankheit
Wegen fortgeschrittener Diabetes musste ihm das rechte Bein amputiert werden. Doch Kalimán Guzmán ließ sich von diesem schweren Schicksalsschlag nie unterkriegen:

„Ich fühle mich großartig, es geht mir gut. Es stimmt, dass ich einen Zwischenfall hatte; aber er bedeutet nicht das Ende, sondern nur einen weiteren Aspekt meines Lebens, dem ich mit viel Mut und Kraft begegne, weil ich noch viel erledigen möchte.“

Guzmán analysierte seine Krankheit auf eine philosophische Weise:

„Es ist schon paradox. Über viele Jahre waren meine Beine das Wichtigste, was ich hatte; ihnen verdanke ich meinen ganzen materiellen Wohlstand. Heute habe ich nur noch ein Bein und kann nicht mehr gegen den Ball treten, was immer meine Lieblingsbeschäftigung war. Aber ich gebe trotzdem nicht auf. Alles sind nur Etappen. Herausforderungen, die einem das Leben stellt. Ich habe eine Schlacht verloren, aber mit viel Kraft und Willensstärke kann ich den Krieg gewinnen.“

## Erfolge
- Mexikanischer Meister: 1968/69, México 1970, 1971/72, 1972/73, 1973/74
- Copa México: 1969
- CONCACAF Champions Cup: 1969, 1971, 1972